# Čavisov
Čavisov je obec v okrese Ostrava-město v Moravskoslezském kraji. Žije zde 507 obyvatel.

## Název
Jmeno vesnice bylo odvozeno od osobního jména Čábis nebo Čávis, což byly domácké podoby jmen Čábud a Čávoj (základem jejich první složky byla slovesa čakati/čajati). Význam místního jména tedy byl "Čávisův/Čábisův majetek". Vlivem hláskové změny ča > čě se vyvinul tvar Čěvisov, který je v nejstarších písemných dokladech. Od 17. století se užíval tvar s -a- v první slabice. -v- a -b- ve druhé slabice se zaměňovaly až do 20. století.

## Historie
První písemná zmínka o obci pochází z roku 1377. Obec se nachází v těsném sousedství obce Dolní Lhota.

## Obyvatelstvo
| Rok            | 1869 | 1880 | 1890 | 1900 | 1910 | 1921 | 1930 | 1950 | 1961 | 1970 | 1980 | 1991 | 2001 | 2011 | 2021 |
| -------------- | ---- | ---- | ---- | ---- | ---- | ---- | ---- | ---- | ---- | ---- | ---- | ---- | ---- | ---- | ---- |
| Počet obyvatel | 194  | 248  | 258  | 276  | 297  | 273  | 341  | 287  | 328  | 326  | 370  | 418  | 436  | 514  | 488  |
| Počet domů     | 28   | 45   | 40   | 45   | 50   | 51   | 60   | 69   | 72   | 76   | 84   | 108  | 114  | 136  | 151  |

## Obecní správa
Mezi lety 1850–1960 byl Čavisov obcí v okrese Opava (1850–1890), posléze v okrese Bílovec (1900–1950) a později opět v okrese Opava. V letech 1960–1969 patřil jako část obce k Lhotě-Čavisovu a od 1. března 1969 do 30. dubna 1982 byl znovu obcí. Od 1. května 1982 do 30. června 1990 patřil jako část obce k Velké Polomi a od 1. července 1990 je opět samostatnou obcí v okrese Opava, ale od 1. ledna 2007 v okrese Ostrava-město.

### Obecní symboly
Znak a vlajka byly obci uděleny rozhodnutím předsedy Poslanecké sněmovny Parlamentu České republiky dne 21. června 1999.

## Další informace
V obci se také nachází věžový vodojem, zděná kaplička, hřbitov, pomník obětem první světové války a pomník obětem druhé světové války.
Nejvyšším bodem katastru obce je kopec Horník (385 metrů).
Katastrem obce protéká potok Polančice a říčka Porubka.
V katastru obce se nachází udržované studánky (studánka V Pekelném dole, Liduščiny studánky aj.)
Katastr obce na jihozápadě hraničí s Přírodním parkem Oderské vrchy.

## Galerie

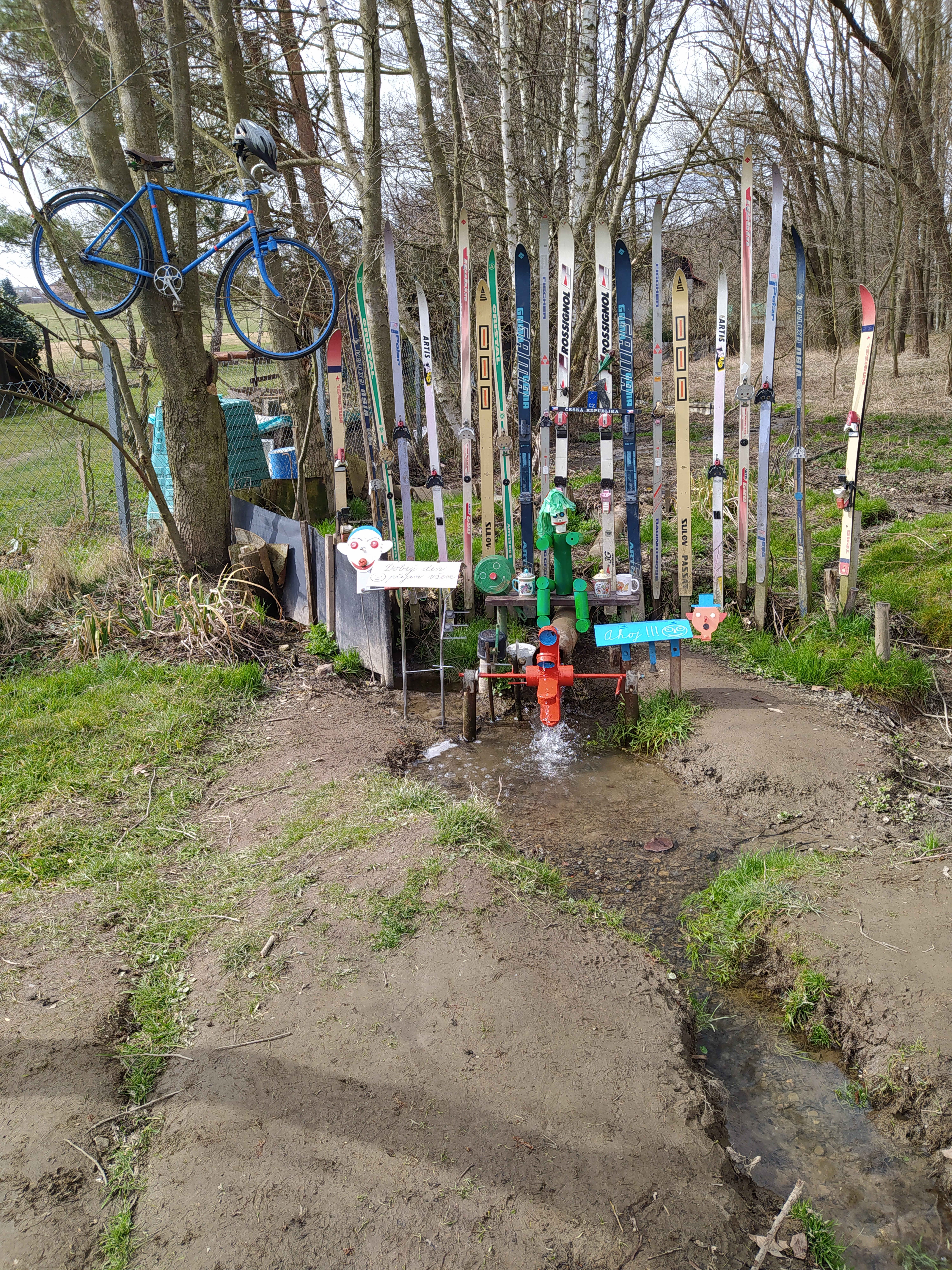
Čavisov, chatařská kolonie poblíž Okluku
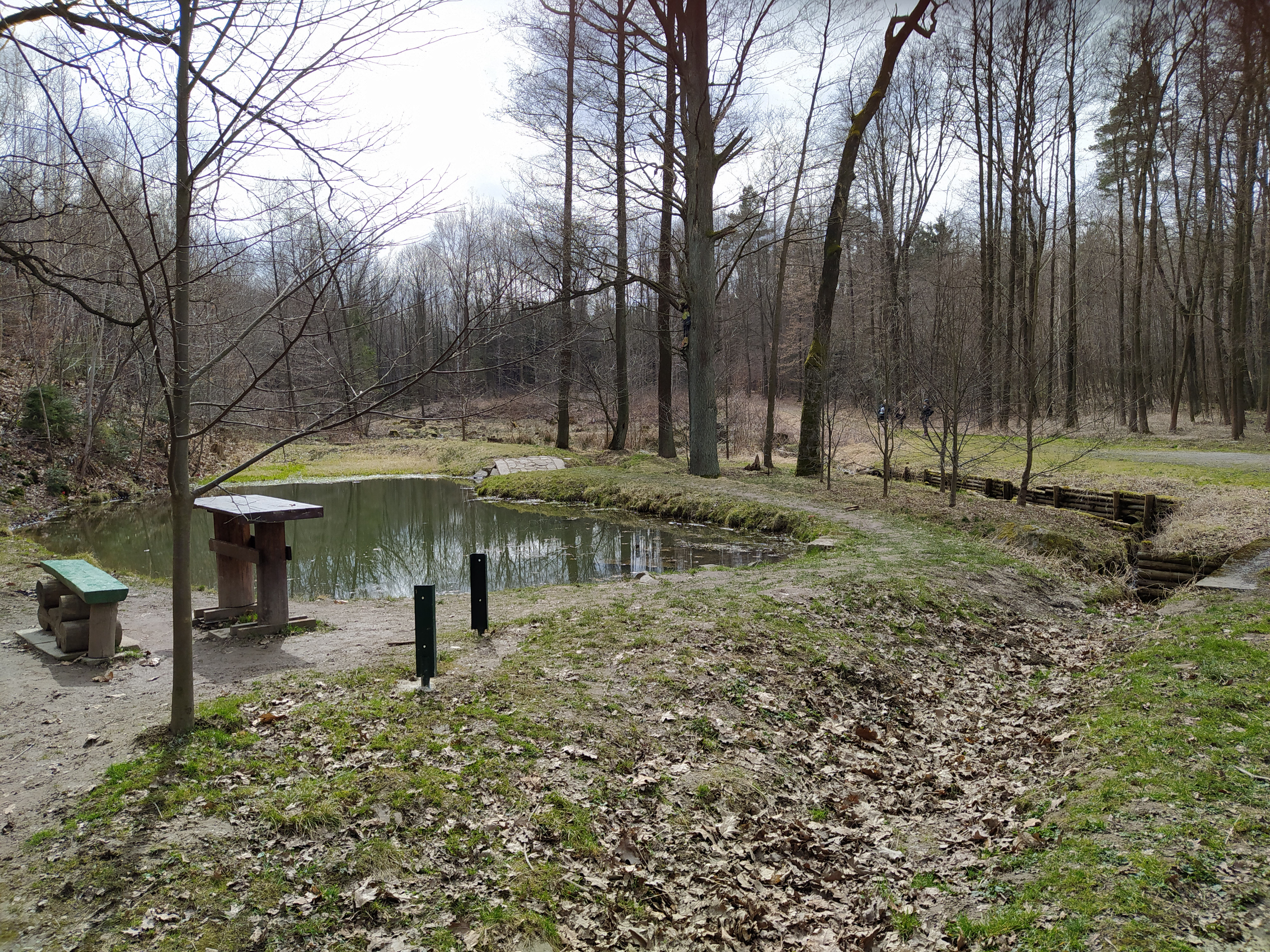
Okluk, rybník, Čavisov
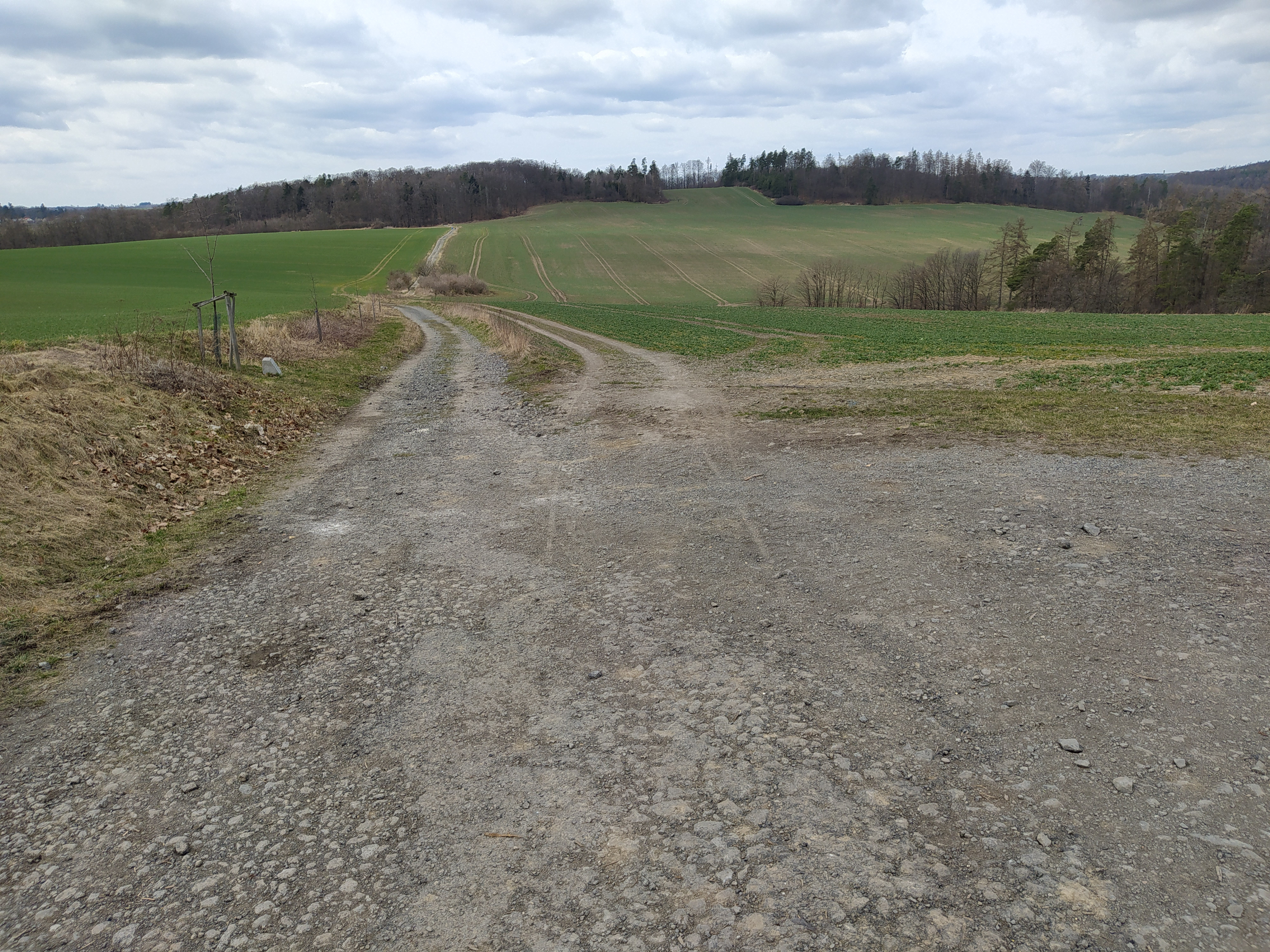
Kopec Horník z Čavisova
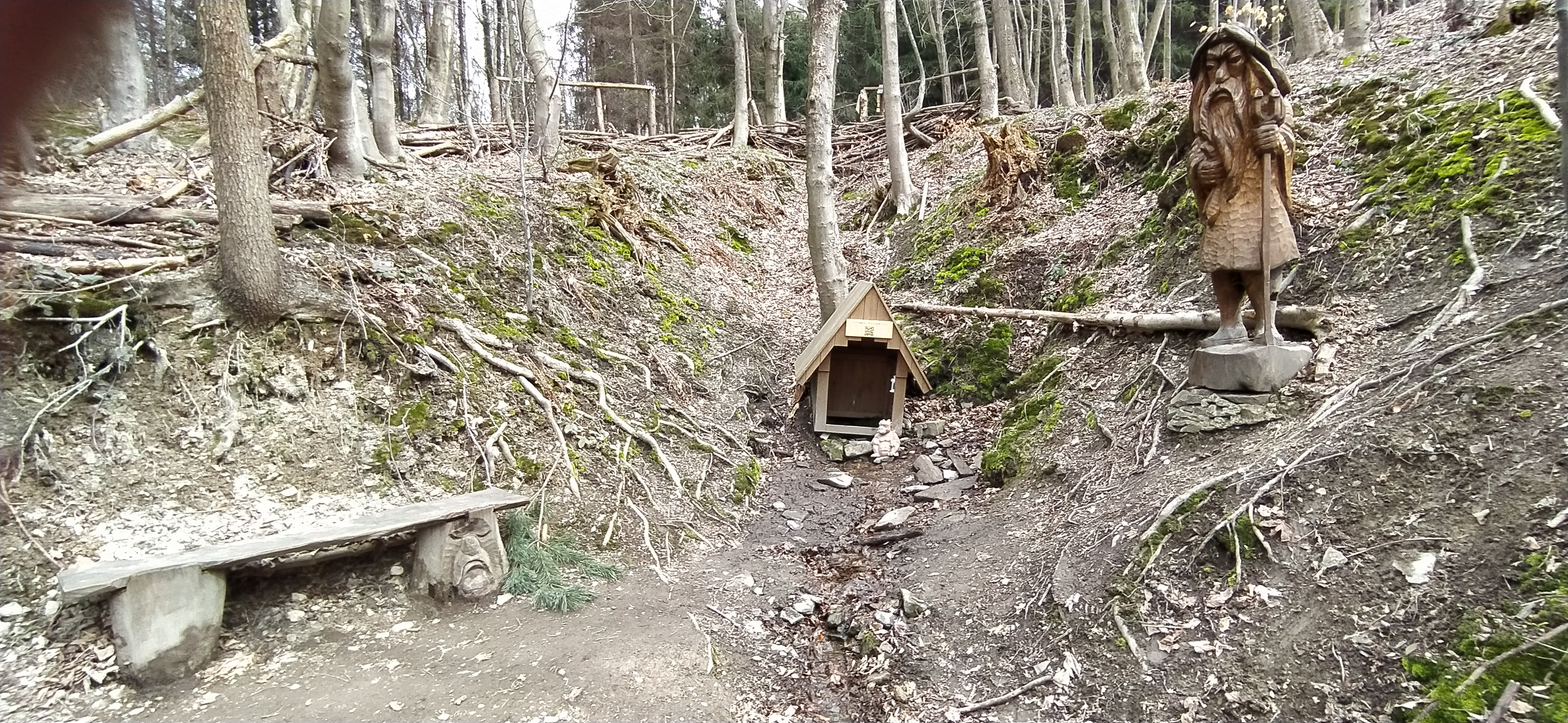
Studánka V Pekelném dole